# Francisco Lojacono
Francisco Ramón Lojacono (ur. 11 grudnia 1935 w Buenos Aires, zm. 19 września 2002 w Palombara Sabina), piłkarz włoski pochodzenia argentyńskiego grający na pozycji ofensywnego pomocnika.

## Kariera klubowa
Lojacono pochodził z Buenos Aires. Tam też rozpoczął swoją karierę piłkarską w klubie San Lorenzo de Almagro. W wieku 19 lat zadebiutował w jego barwach w Primera División i grał tam przez 3 lata. Już w 1957 roku Francisco wyjechał do Włoch i został zawodnikiem grającego w Serie A klubu Lanerossi Vicenza. 27 stycznia zadebiutował w ekstraklasie włoskiej w przegranym 2:4 wyjazdowym spotkaniu z Milanem i w debiucie zdobył gola. Pierwszy sezon na Półwyspie Apenińskim był dla Argentyńczyka udany, gdyż w 18 spotkaniach zdobył 11 goli. Skuteczność zaowocowała transferem do wicemistrza Włoch, Fiorentiny. W 1958 roku „Viola”, już z Lojacono w składzie, wywalczyła drugie z rzędu wicemistrzostwo kraju, a Francisco w tamtym sezonie zaliczył 10 trafień. Rok później był jeszcze bardziej skuteczny, a jego dorobek bramkowy wyniósł 14 goli. Fiorentina po raz kolejny zajęła 2. miejsce w lidze. W trzecim sezonie w klubie z Florencji Lojacono strzelił 8 goli i trzeci raz był wicemistrzem Włoch.
Latem 1960 Francisco przeszedł do stołecznej Romy. Do zespołu ściągnął go ówczesny trener zespołu, Alfredo Foni. Grając w ataku z rodakiem Pedrem Manfredinim doprowadził „giallo-rossich” do finału Pucharu Miast Taargowych, a następnie do zwycięstwa w tych rozgrywkach (2:2 i 2:0 z Birmingham City). W lidze zdobył 13 goli, o 7 mniej niż Manfredini, najlepszy strzelec rzymskiej drużyny. W Romie Lojacono grał jeszcze przez dwa sezony, ale nie osiągnął większych sukcesów poza półfinałem PMT w sezonie 1962/1963.
Latem 1963 Lojacono wrócił na sezon do Fiorentiny, jednak był w niej rezerwowym. Po roku trafił do Sampdorii, dla której przez cały sezon zdobył ledwie jednego gola, ale pomógł zespołowi w utrzymaniu w lidze. W latach 1965–1969 Francisco występował w US Alessandria. Przez pierwsze dwa lata grał w Serie B, jednak w sezonie 1967/1968 zespół spadł do Serie C. Ostatnim przystankiem w karierze był pobyt w AC Legnano. Karierę zakończył w 1970 roku. Zmarł w 2002 roku.
| Sezon   | Klub                   | Kraj      | Rozgrywki        | Mecze | Bramki |
| ------- | ---------------------- | --------- | ---------------- | ----- | ------ |
| 1954    | San Lorenzo de Almagro | Argentyna | Primera División | ?     | ?      |
| 1955    | San Lorenzo de Almagro | Argentyna | Primera División | ?     | ?      |
| 1956    | San Lorenzo de Almagro | Argentyna | Primera División | ?     | ?      |
| 1956/57 | Lanerossi Vicenza      | Włochy    | Serie A          | 18    | 11     |
| 1957/58 | AC Fiorentina          | Włochy    | Serie A          | 31    | 10     |
| 1958/59 | AC Fiorentina          | Włochy    | Serie A          | 28    | 14     |
| 1959/60 | AC Fiorentina          | Włochy    | Serie A          | 32    | 8      |
| 1960/61 | AS Roma                | Włochy    | Serie A          | 27    | 13     |
| 1961/62 | AS Roma                | Włochy    | Serie A          | 17    | 6      |
| 1962/63 | AS Roma                | Włochy    | Serie A          | 12    | 3      |
| 1963/64 | AC Fiorentina          | Włochy    | Serie A          | 18    | 4      |
| 1964/65 | UC Sampdoria           | Włochy    | Serie A          | 25    | 1      |
| 1965/66 | US Alessandria         | Włochy    | Serie B          | 23    | 4      |
| 1966/67 | US Alessandria         | Włochy    | Serie B          | 24    | 5      |
| 1967/68 | US Alessandria         | Włochy    | Serie C          | 23    | 14     |
| 1968/69 | US Alessandria         | Włochy    | Serie C          | 22    | 10     |
| 1969/70 | AC Legnano             | Włochy    | Serie C          | 12    | 3      |

## Kariera reprezentacyjna
Podczas gry we Włoszech Lojacono przyjął tamtejsze obywatelstwo. 28 lutego 1959 roku zadebiutował w reprezentacji Włoch w zremisowanym 1:1 towarzyskim meczu z Hiszpanią. W 84. minucie meczu zdobył wyrównującego gola. W kadrze Włoch zagrał łącznie 8 razy i zdobył 5 goli. Wcześniej w 1956 roku rozegrał 8 meczów w reprezentacji Argentyny.